# Robbie Czarnik
Robert „Robbie“ Czarnik (* 25. Januar 1990 in Detroit, Michigan) ist ein US-amerikanischer Eishockeyspieler, der seit April 2020 erneut bei den Ravensburg Towerstars aus der DEL2 unter Vertrag steht und dort auf der Position des Centers spielt. Zuvor absolvierte Czarnik unter anderem über 300 Partien in der American Hockey League (AHL) und ECHL. Sein Cousin Austin Czarnik ist ebenfalls professioneller Eishockeyspieler.

## Karriere

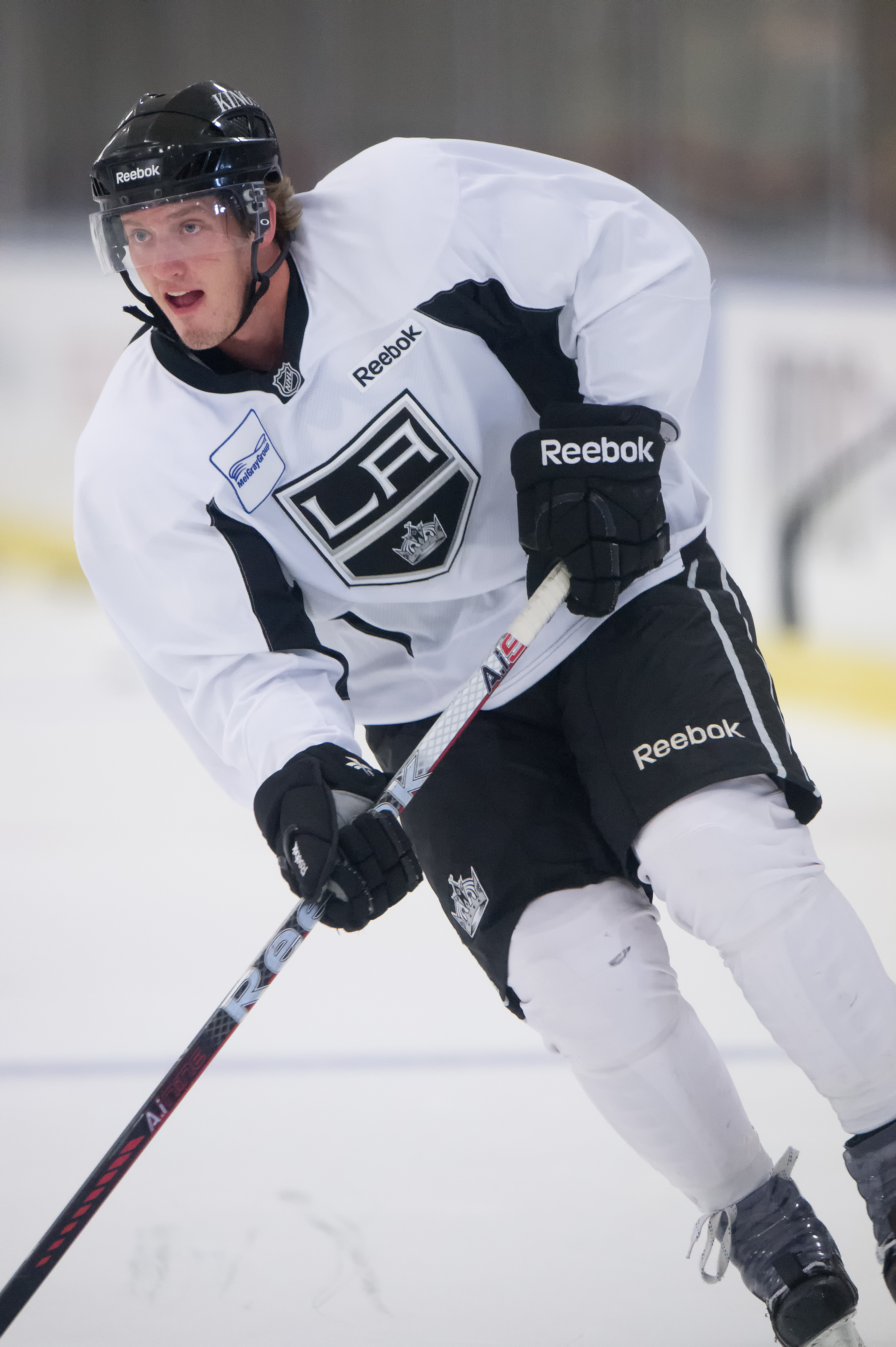
Czarnik im Trainingstrikot der Los Angeles Kings (2012)

Als Junior wurde Czarnik für das nationale Förderprogramm (NTDP) des US-amerikanischen Eishockeyverbandes USA Hockey ausgewählt und spielte mit diesem Team in der North American Hockey League (NAHL). Als Mitglied dieses Juniorenteams war er auch bei der U18-Junioren-Weltmeisterschaft 2008 für sein Heimatland nominiert. Bei dieser Weltmeisterschaft belegte das Team der USA den dritten Platz und Czarnik war mit acht Punkten einer der erfolgreichsten Spieler seiner Mannschaft. Dabei erzielte er beim 4:1-Sieg im Viertelfinale gegen Deutschland ein Tor und im Spiel um den dritten Platz beim 6:3-Sieg gegen Schweden zwei Treffer. Beim NHL Entry Draft 2008 wurde er von den Los Angeles Kings aus der National Hockey League (NHL) in der dritten Runde ausgewählt und schloss sich für die folgende Spielzeit dem Eishockeyteam der University of Michigan, den Michigan Wolverines, an. Im Verlauf der folgenden Spielzeit 2009/10 wechselte Czarnik in die Ontario Hockey League (OHL) zum Team der Plymouth Whalers, bei denen er mit Tyler Seguin zusammen spielte. Auch in der Saison 2010/11 war für die Whalers aktiv und wurde zusammen mit Stefan Noesen punktbester Spieler seiner Mannschaft.
Nach seiner Juniorenzeit konnte er einen NHL-Einstiegsvertrag bei den Los Angeles Kings unterschreiben. Fast die gesamte Vertragslaufzeit wurde Czarnik bei den Manchester Monarchs, dem damaligen Team der Kings-Organisation, in der American Hockey League (AHL) eingesetzt. Zum Ende der Spielzeit 2013/14 wurde er an die Canadiens de Montréal abgegeben, für deren damaliges AHL-Team Hamilton Bulldogs er sechsmal auflief. Die folgende drei Spielzeiten spielte Czarnik meist für Teams aus der ECHL, wurde aber auch teilweise an AHL-Teams ausgeliehen. Am erfolgreichsten war er dabei für Reading Royals. Beim ECHL-Team aus Pennsylvania erzielte er mit 23 Treffern in der Saison 2015/16 die meisten Tore und war in der folgenden Spielzeit 2016/17 deren punktbester Spieler.
Vor der Saison 2017/18 wechselte Czarnik erstmals ins Ausland und schloss sich den Eispiraten Crimmitschau aus der DEL2 an. Mit 37 Toren in der Hauptrunde war er der erfolgreichste Torschütze der gesamten Liga in dieser Saison. Die Eispiraten erreichten das Playoff-Viertelfinale, in dem diese nach sieben Spielen dem Hauptrundensieger SC Riessersee unterlagen. Trotzdem erhielt er keinen neues Vertragsangebot von Crimmitschau. In der folgenden Spielzeit 2018/19 lief Czarnik für die Ravensburg Towerstars auf, die ebenfalls der DEL2 angehörten. Mit Ravensburg gewann er die DEL2-Meisterschaft, war mit 21 Toren einer der erfolgreichsten Torschützen seines Teams in der Hauptrunde und punktete auch im entscheidenden Playoff-Finalspiel gegen die Löwen Frankfurt. Im Jahre 2020 berichtete Czarnik über seine Alkoholkrankheit und bedankte sich bei den Towerstars für die Unterstützung bei der Überwindung dieser Abhängigkeit. Zur Saison 2019/20 wechselte er zusammen mit Mathieu Pompei zum Ligarivalen EV Landshut. Bereits nach einer Saison in Landshut mit 62 Scorerpunkten in 48 Spielen kehrte der US-Amerikaner nach Ravensburg zurück. MI dem EVR gewann er im Frühjahr 2023 zum zweiten Mal die Meisterschaft. In der Folge erreichte Czarnik mit den Towerstars im Verlauf der Saison 2024/25, in der er als bester Stürmer der Liga ausgezeichnet wurde, erneut das Meisterschaftsfinale.

## Erfolge und Auszeichnungen
- 2018 Bester Torschütze der DEL2-Hauptrunde
- 2019 DEL2-Meister mit den Ravensburg Towerstars
- 2023 DEL2-Meister mit den Ravensburg Towerstars
- 2025 DEL2-Stürmer des Jahres

### International
- 2008 Bronzemedaille bei der U18-Junioren-Weltmeisterschaft

## Karrierestatistik
Stand: Ende der Saison 2024/25

### International
Vertrat die USA bei:
- U18-Junioren-Weltmeisterschaft 2008

(Legende zur Spielerstatistik: Sp oder GP = absolvierte Spiele; T oder G = erzielte Tore; V oder A = erzielte Assists; Pkt oder Pts = erzielte Scorerpunkte; SM oder PIM = erhaltene Strafminuten; +/− = Plus/Minus-Bilanz; PP = erzielte Überzahltore; SH = erzielte Unterzahltore; GW = erzielte Siegtore; 1 Play-downs/Relegation; Kursiv: Statistik nicht vollständig)